# András Grundtner
András Grundtner (maďarsky Grundtner András; * 1972, Budapešť) je maďarský právník, politický aktivista a pravicový politik za hnutí Naše vlast (Mi Hazánk Mozgalom).

## Biografie
Narodil se roku 1972 ve XII. obvodu hlavního města Budapešti v tehdejší Maďarské lidové republice (MLR). Odmaturoval na protestantském gymnáziu (Sárospataki Református Kollégium Gimnáziuma) ve městě Sárospatak a následně absolvoval studium práv na Univerzitě v Miskolci (Miskolci Egyetem), kde v roce 2000 získal právnický diplom. Poté pracoval ve vedoucích pozicích v mezinárodních poradenských firmách v oblasti soukromého a obchodního práva.

### Politická kariéra
Od roku 1990 se pohybuje ve veřejném prostoru. Od roku 1994 pomáhal v politických kampaních Strany maďarské spravedlnosti a života (MIÉP). V letech 2006 a 2007 byl předsedou kuratoria nadace Hnutí 64 žup. Mezi lety 2008 až 2018 byl členem Hnutí za lepší Maďarsko (Jobbik) a místopředsedou jeho místní organizace ve XII. obvodu Budapešti. V roce 2018 byl jedním ze zakladatelů nového pravicového hnutí Naše vlast a stal se předsedou místní organizace ve XII. obvodu Budapešti. Ve volbách do Evropského parlamentu roku 2019 kandidoval na 8. místě kandidátní listiny hnutí Naše vlast. V komunálních volbách 2019 kandidoval za Mi Hazánk–MIÉP–FKgP na post starosty a člena zastupitelstva města Sóskút v župě Pest. V parlamentních volbách roku 2022 kandidoval jednak na 25. místě celostátní kandidátní listiny hnutí Naše vlast, jednak v jednomandátovém volebním obvodu číslo 03. v Budapešti. V komunálních volbách v roce 2024 je kandidátem hnutí Naše vlast na post primátora hlavního města Budapešti.